# Eremobates lentiginosus
Espèce
Synonymes
- Datames lentiginosus Kraepelin, 1899

Eremobates lentiginosus est une espèce de solifuges de la famille des Eremobatidae.

## Distribution
Cette espèce est endémique du Mexique.

## Description
La femelle holotype mesure 20 mm.

## Publication originale
- Kraepelin, 1899 : Zur Systematik der Solifugen. Mitteilungen aus dem Naturhistorischen Museum in Hamburg, vol. 16, p. 195–259 (texte intégral).